# Elacatinus horsti
Elacatinus horsti är en fiskart som först beskrevs av Jan Metzelaar 1922.  Elacatinus horsti ingår i släktet Elacatinus och familjen smörbultsfiskar. Inga underarter finns listade i Catalogue of Life.